# Hit Kranjska Gora
Le Hit Kranjska Gora est un club féminin slovène de basket-ball situé dans la ville de Kranjska Gora. Le club appartient à l'élite du championnat slovène.

## Historique
En 2007, et pour sa première saison dans l'élite, le Hit réalise l'exploit de remporter le titre de champion, battant en finale le quintuple champion en titre le ŽKK Merkur Celje.

## Palmarès
- Champion de Slovénie : 2007

## Entraîneurs successifs
- Depuis ? :  Goran Jovanovic